# Catrien Eijken
Catharina Petronella Eijken –conocida como Catrien Eijken– (29 de junio de 1961) es una deportista neerlandesa que compitió en natación sincronizada. Ganó cinco medallas en el Campeonato Europeo de Natación entre los años 1977 y 1983.

## Palmarés internacional
| Campeonato Europeo | Campeonato Europeo | Campeonato Europeo | Campeonato Europeo |
| Año                | Lugar              | Medalla            | Prueba             |
| ------------------ | ------------------ | ------------------ | ------------------ |
| 1977               | Jönköping (Suecia) | Medalla de oro     | Equipo             |
| 1981               | Split (Yugoslavia) | Medalla de plata   | Dúo                |
| 1981               | Split (Yugoslavia) | Medalla de plata   | Equipo             |
| 1983               | Roma (Italia)      | Medalla de plata   | Equipo             |
| 1983               | Roma (Italia)      | Medalla de bronce  | Dúo                |